# Kanton Toulon-2
Der Kanton Toulon-2 ist seit 1901 ein französischer Wahlkreis im Arrondissement Toulon, im Département Var und in der Region Provence-Alpes-Côte d’Azur. Er besteht aus dem westlichen Teil der Stadt Toulon mit insgesamt 45.864 Einwohnern (Stand: 2022).